# Malcolm Ross-Macdonald
Malcolm Ross-Macdonald, född 1932 i Gloucestershire, död 25 februari 2024 i Tullamore, var en brittisk författare som skrev omkring trettio historiska romaner under namnen Malcolm Ross, Malcolm Macdonald, Malcolm Ross-MacDonald och M.R. O'Donnell.

## Biografi
Ross-Macdonald genomgick utbildningar i Shropshire, Skottland, Sydafrika och Bedford innan han studerade vid konstskola i Falmouth. Efter att ha levt tillsammans med Jon Silkin och David Mercer i Hampstead och diskuterat med dem och deras flickvänner fick författaren idén till sin första roman, vilken sedan skrevs när han var engelsklärare i Umeå, Sverige. The big waves, utgiven 1962, handlar om en kvinnlig student som får ett nervsammanbrott. Alla exemplar av boken som såldes i Umeå fick en handskriven lapp av författaren som ett tack för de angenäma år han tillbringat i staden.
Efter att ha varit encyklopediredaktör hos Aldus Books frilansade han från 1966, då han även undervisade i grafik vid Hornsey.
Efter att The world of rough stones (Världen bortom dalen) utgivits 1974, som inledning på en släktsaga i fyra delar, blev han författare på heltid. Tillsammans med fru och döttrarna Petra och Candida flyttade han sedan till Irland.
Ross-Macdonald dog 2024.

### Malcolm Macdonald

#### Stevenson saga
- The world from rough stones  1974 (Världen bortom dalen, övers Ella Fallenius, 1975)
- The rich are with you always 1976 (De rikas värld, övers Ella Fallenius, 1977)
- Sons of fortune 1978 (Lyckans söner, övers Ella Fallenius, 1979)
- Abigail 1979 (Allt som lever heligt är, övers Hanna Svensson, 1980)

### Malcolm Ross-MacDonald
- The big waves 1962